# Agelena consociata
Agelena consociata är en spindelart som beskrevs av Denis 1965. Agelena consociata ingår i släktet Agelena och familjen trattspindlar.
Artens utbredningsområde är Gabon. Inga underarter finns listade i Catalogue of Life.